# Écija
Écija er en by og kommune i det sydlige Spanien i provinsen Sevilla. Den har et indbyggertal på 39.500 (2024) indbyggere.